# David Paryla
David Paryla (Monaco di Baviera, 14 dicembre 1980) è un attore austriaco.

## Biografia
Nel 1987 si trasferisce in Italia e nel 2002 con Gabriele Ferzetti ha inizio la sua carriera. Consegue il diploma di attore alla scuola triennale La libera accademia dello spettacolo presso il Teatro del Sogno, sotto la direzione artistica di Anna Mazzamauro, Ennio Coltorti e Paolo Ferrari. Durante questo periodo si impegna in numerosi corsi di recitazione, canto e danza.
Tra le sue esperienze professionali contano diverse interpretazioni teatrali di rilievo: nel 2006 partecipa due volte alla rappresentazione teatrale di Sogno di una notte di mezza estate, prima nelle vesti di Puck e poi in quelle di Lisandro, la prima volta sotto la regia di Nicasio Anzelmo, la seconda sotto quella di Giorgio Albertazzi. Molto apprezzate anche le sue interpretazioni di Romeo e dell’Amleto, entrambe al Teatro Ghione.
Paryla prende parte inoltre ad alcune esperienze televisive e cinematografiche.
Nell’estate del 2009 debutta a Berlino nel ruolo del diavolo nello spettacolo Jedermann. Mentre tra il 2010 -2011 interpreta il ruolo dello scemo (il cieco austriaco) nello spettacolo diretto da Giancarlo Sepe: Napoletango che debutta al San Carlo per il teatro festival Italia di Napoli, circuita nei maggiori teatri italiani, tra i quali il Petruzzelli di Bari e il Carignano di Torino, sino ad arrivare al London Coliseum.
Paryla ha avuto l'occasione di sperimentarsi anche nel doppiaggio, prestando la sua voce al personaggio di Mozart nel film di Carlos Saura Io, Don Giovanni, che è stato proiettato al festival del Cinema di Roma e al festival di Berlino.
Tra il 2012 e il 2013 è impegnato nello spettacolo Quello che prende gli schiaffi diretto da Glauco Mauri.
Nel 2013 Paryla appare in 3 puntate nella fiction I Cesaroni nel ruolo di Jay, su Canale 5.
Nel giugno 2012 David Paryla è stato selezionato per interpretare un ruolo principale, il parroco Martin Windgassen nella soap Tempesta d'amore, cosa che gli ha dato la piena notorietà anche in Italia.
Successivamente è entrato a far parte del cast della serie televisiva Rimbocchiamoci le maniche insieme a Sabrina Ferilli, nel ruolo di un giovane esperto informatico intenzionato ad aiutare la protagonista nella sua causa. La serie è andata in onda nel 2016 e ha ottenuto un discreto successo.

## Teatro
- 1997: Junge – "L'immoralista“ – Walter Bentivegna
- 2003: Soldat – "Stepptanz show“ – Virgil Ponti und Enzo Garinei
- 2003: Soldat – "Le Troiane ed Ecuba“ – Irene Papas, Aurelio Gatti
- 2004: Leone – "Homeide“ – Musical E. Vianello Vianello
- 2004: "Forza venite gente“ – Michele Paulicelli
- 2004: "Operetta che passione“ – Mariano Perella
- 2005: Sohn – "Sei personaggi in cerca d'autore“ – Nicasio Anzelmo
- 2006: Eugenio – "Das Café“ – Nicasio Anzelmo
- 2006: Puck – "Sogno di una notte di mezza estate“ – Nicasio Anzelmo
- 2007: Hamlet – "Hamlet“ – Nicasio Anzelmo
- 2008: Romeo – "Romeo und Julia“ – Nicasio Anzelmo
- 2008: Lisandro – "Sogno... Puck malizioso“ – von und mit Giorgio Albertazzi
- 2008: Caval.von Ripaf. – "Der Wird“ – Caterina Costantini
- 2008/09: Franti – "Herz ohne Herz“ – Gigi Palla
- 2009: Caval.di Ripaf. – "Der Wirt“ – Caterina Costantini
- 2009: Sir Tobia Rutto – "La dodicesima notte“ – Nicasio Anzelmo
- 2009: Teufel – "Jedermann“ (Berlin) – Andreas R. Bartsch
- 2009: Cristiano – "Circo Cirano“ – Gigi Palla
- 2009: Josip – "Schatten des Krieges“ – Fabrizio Bancale
- 2010: Giasone/Messaggiero – "Medea“ – Nicasio Anzelmo
- 2010: Nazista – "Il Giusto che inventò il morbo di K.“ – Catherine Venturini
- 2010: Emone – "Antigone“ di Anouilh – Marica Stocchi
- 2010: Cristiano – "Circo Cirano“ – Gigi Palla
- 2010: Kallas (der Blinde) – "Napoletango“ – Giancarlo Sepe
- 2011: Manuel – "Der die Ohrfeigen bekommt“ – Leonid Andreyev – G. Mauri
- 2011: Kallas, der blinde – "Napoletango“ (MUSICAL) – Giancarlo Sepe
- 2011: Hamlet – "Hamlet“ – Shakespeare – S. Karasch
- 2012: Manuel – "Der die Ohrfeigen bekommt“ – Leonid Andreyev – Glauco Mauri
- 2014: Valèr – "Der Geizige“ – Nikolaus Paryla – Komödie in Bayrischen Hof (Tournée)
- 2015: Valèr – "Der Geizige“ – Nikolaus Paryla – Komödie in Bayrischen Hof (Tournée)
- 2016: Die 4 Geister – "Buon natale Mr Crooge“ – Gigi Palla Teatro Le Maschere Rom

## Filmografia

### Cinema
- Giovinezza, regia di Umberto Francia – cortometraggio (2009)
- Carla, regia di Emanuele Imbucci (2021)

### Televisione
- Imperia, la grande cortigiana, regia di Pier Francesco Pingitore – film TV (2004)
- Elisa di Rivombrosa, regia di Stefano Alleva – serie TV (2005)
- Incantesimo, regia di Tomaso Sherman – serial TV (2005)
- Einstein, regia di Liliana Cavani – film TV (2007)
- Eroi per caso, regia di Alberto Sironi – serie TV (2009)
- I Cesaroni, regia di Stefano Vicario – serie TV (2012)
- Tempesta d'amore (Sturm der Liebe) – serie TV (2012 – 2017)
- Soko München, regia di Peter Baumann – serie TV (2015)
- Il commissario Lanz (Die Chefin), regia di Michael Schneider – film TV (2015)
- Rimbocchiamoci le maniche, regia di Stefano Reali – serie TV (2015)
- Die Rosenheim-Cops – serie TV (2017)
- Piedone - Uno sbirro a Napoli, regia di Alessio Maria Federici – miniserie TV, puntata 3 (2024)
- Fuochi d'artificio – serie TV (2025)